# ليزلي مارشال
ليزلي مارشال (25 يناير 1894 - 28 فبراير 1978 في المملكة المتحدة) (بالإنجليزية: Leslie Marshall)‏ هو لاعب كريكت بريطاني (وحمل سابقاً جنسية المملكة المتحدة لبريطانيا العظمى وأيرلندا). لعب مع نادي مقاطعة سومرست للكريكت ‏.